# 三都县站
三都县站是贵广客运专线的一个火车站，位于中华人民共和国贵州省黔南州三都县普安镇，距离三都县城15公里，丹寨县城16公里，都匀市区36公里，已于2014年12月26日投入运营。

## 车站结构

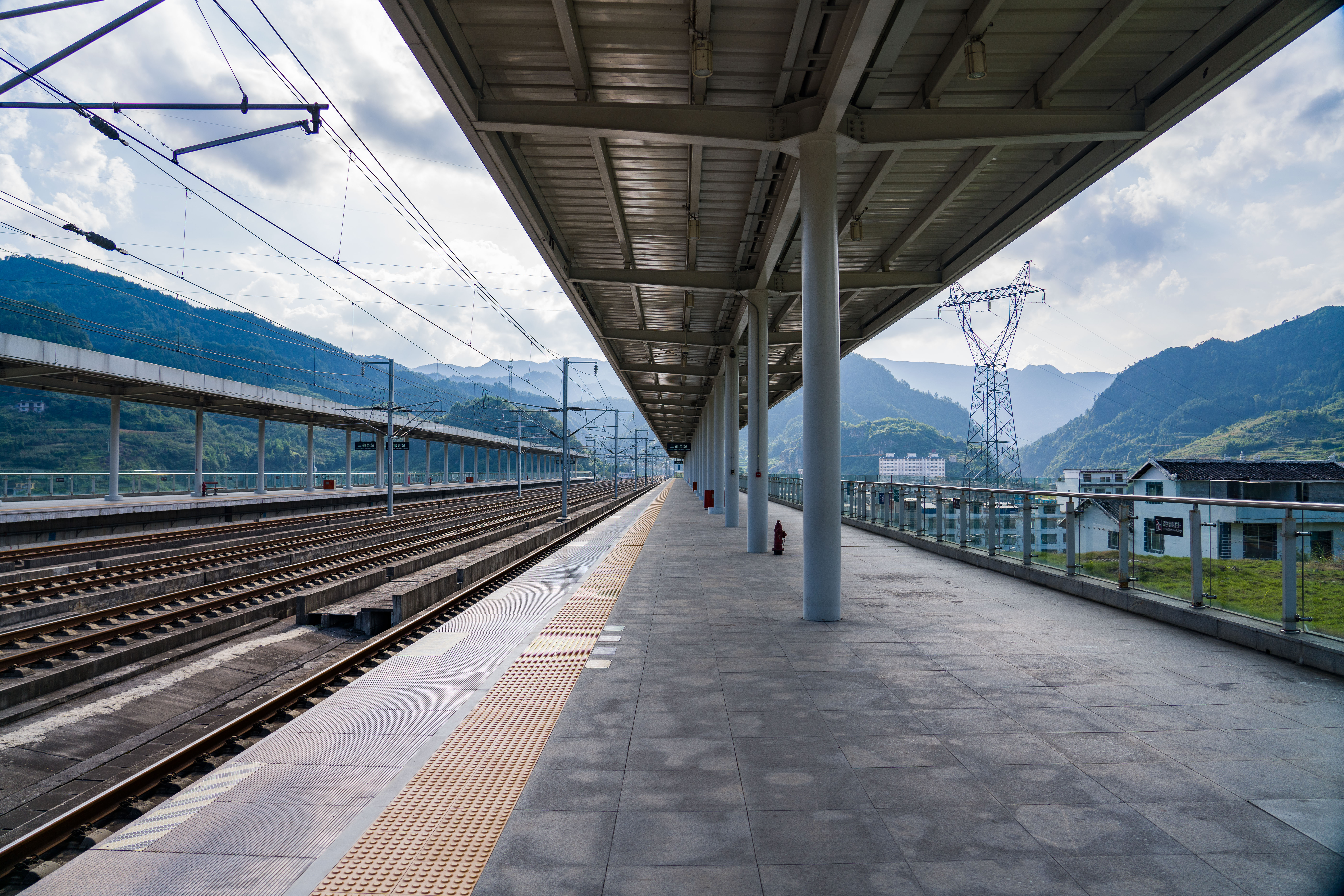
2号站台

三都县火车站站房8715平方米，站房综合楼以“双龙争宝、水书长卷”作为设计立意基础，屋檐及立面幕墙，体现全国唯一性水族自治县建筑文化特征，车站共设2台4线。

## 附近景区
- 三都都江古城
- 荔波